# Tjekkiets ishockeylandshold (herrer)
Tjekkiets ishockeylandshold er det nationale ishockeylandshold i Tjekkiet, og kontrolleres af Tjekkiets Ishockeyforbund. Holdet opstod i 1993, hvor såvel Tjekkiet som Slovakiet blev selvstændige nationer efter opløsningen af Tjekkoslovakiet. Siden da har det tjekkiske hold med stor succes deltaget under eget flag i internationale turneringer, hvilket blandt andet er resulteret i en OL- og seks VM-guldmedaljer.

## Resultater

### OL
- 1994 – 5. plads
- 1998 – Guld
- 2002 – 5. plads
- 2006 – Bronze
- 2010 – 7. plads

### VM
- 1993 – Bronze
- 1994 – 7. plads
- 1995 – 4. plads
- 1996 – Guld
- 1997 – Bronze
- 1998 – Bronze
- 1999 – Guld
- 2000 – Guld
- 2001 – Guld
- 2002 – 5. plads
- 2003 – 4. plads
- 2004 – 5. plads
- 2005 – Guld
- 2006 – Sølv
- 2007 – 7. plads
- 2008 – 5. plads
- 2009 – 6. plads
- 2010 – Guld
- 2011 – Bronze
- 2012 – Bronze

## Kendte spillere
- Roman Cechmanek
- Patrik Elias
- Dominik Hasek
- Martin Havlat
- Milan Hejduk
- Jaromir Jagr
- Robert Lang
- Petr Nedved
- Vaclav Prospal
- Martin Rucinsky
- Petr Sykora
- Tomas Vokoun
- Marek Zidlicky
- Pavel Kubina
- Filip Kuba